# Phibalura flavirostris
La cotinga coda di rondine (Phibalura flavirostris Vieillot, 1816)  è un uccello passeriforme della famiglia dei Cotingidi originario dell'America Meridionale.

## Descrizione
Misura tra 21 e 22 cm di lunghezza. Il maschio ha una testa nerastra dai riflessi azzurri, una piccola macchia rossa sulla corona, anello oculare rosato e sopracciglio grigio brunastro sfumato; gola e guance sono color giallo dorato; da dietro le orecchie si diparte una linea bianca che si collega al bianco del petto, che presenta striature nere; il resto delle parti inferiori è di colore giallo, brillante nella regione infracaudale, con alcune striature scure sparse; le parti superiori sono di colore oliva giallastro con fitte barre nerastre, più numerose sulla nuca; le ali sono nerastre con macchie grigio chiaro sulle terziarie; la coda, lunga e biforcuta, nerastra con la base delle timoniere esterne olivacea, viene talvolta tenuta allargata a forma di «V». La femmina è più grigia sulla testa, meno bianca sul collo, e ha ali più olivacee e coda più corta.

## Distribuzione e habitat
Vive al di sotto dei 2000 m di altitudine, preferibilmente ai margini delle foreste e talvolta nelle radure alberate. Trascorre l'estate nelle zone più elevate del suo areale e scende verso il bassopiano in inverno. È presente nel Brasile sud-orientale, nel Paraguay e nella provincia di Misiones nel nord dell'Argentina.

## Biologia

### Alimentazione
La cotinga coda di rondine si nutre di frutta e insetti. Questo uccello effettua attacchi in volo per catturare gli insetti, ed è considerato il rappresentante più abile in volo della famiglia dei Cotingidi.

### Riproduzione
Costruisce con del muschio il proprio nido sugli alberi, generalmente in piccole colonie, con i nidi posti su alberi differenti, distanziati meno di 100 m l'uno dall'altro. La femmina depone una o due uova ed entrambi i genitori si prendono cura dei pulcini.

## Tassonomia
Attualmente classificata tra i Cotingidi, la specie è stata a volte inserita tra i Titiridi o considerata incertae sedis.